# Bezirk Raron
Der Bezirk Raron (frz. District de Rarogne) im Kanton Wallis war einer von 13 Zehnden des Staates Wallis. Er bestand bis 1986 als Bezirk aus den heutigen zwei Bezirken Östlich Raron und Westlich Raron, die geographisch durch den Bezirk Brig voneinander getrennt sind.
Der Bezirk Östlich Raron (frz. Rarogne oriental) mit dem Hauptort Mörel besteht aus folgenden Gemeinden:
- CH-3991 Betten
- CH-3983 Bister
- CH-3982 Bitsch
- CH-3983 Filet
- CH-3993 Grengiols
- CH-3994 Martisberg
- CH-3983 Mörel
- CH-3986 Riederalp

Der Bezirk Westlich Raron (frz. Rarogne occidental) mit dem Hauptort Raron besteht aus folgenden Gemeinden:
- CH-3938 Ausserberg
- CH-3919 Blatten (Lötschen)
- CH-3935 Bürchen
- CH-3943 Eischoll
- CH-3916 Ferden
- CH-3949 Hohtenn
- CH-3917 Kippel
- CH-3942 Niedergesteln
- CH-3942 Raron
- CH-3940 Steg
- CH-3944 Unterbäch
- CH-3918 Wiler (Lötschen)

## Veränderungen im Gemeindebestand

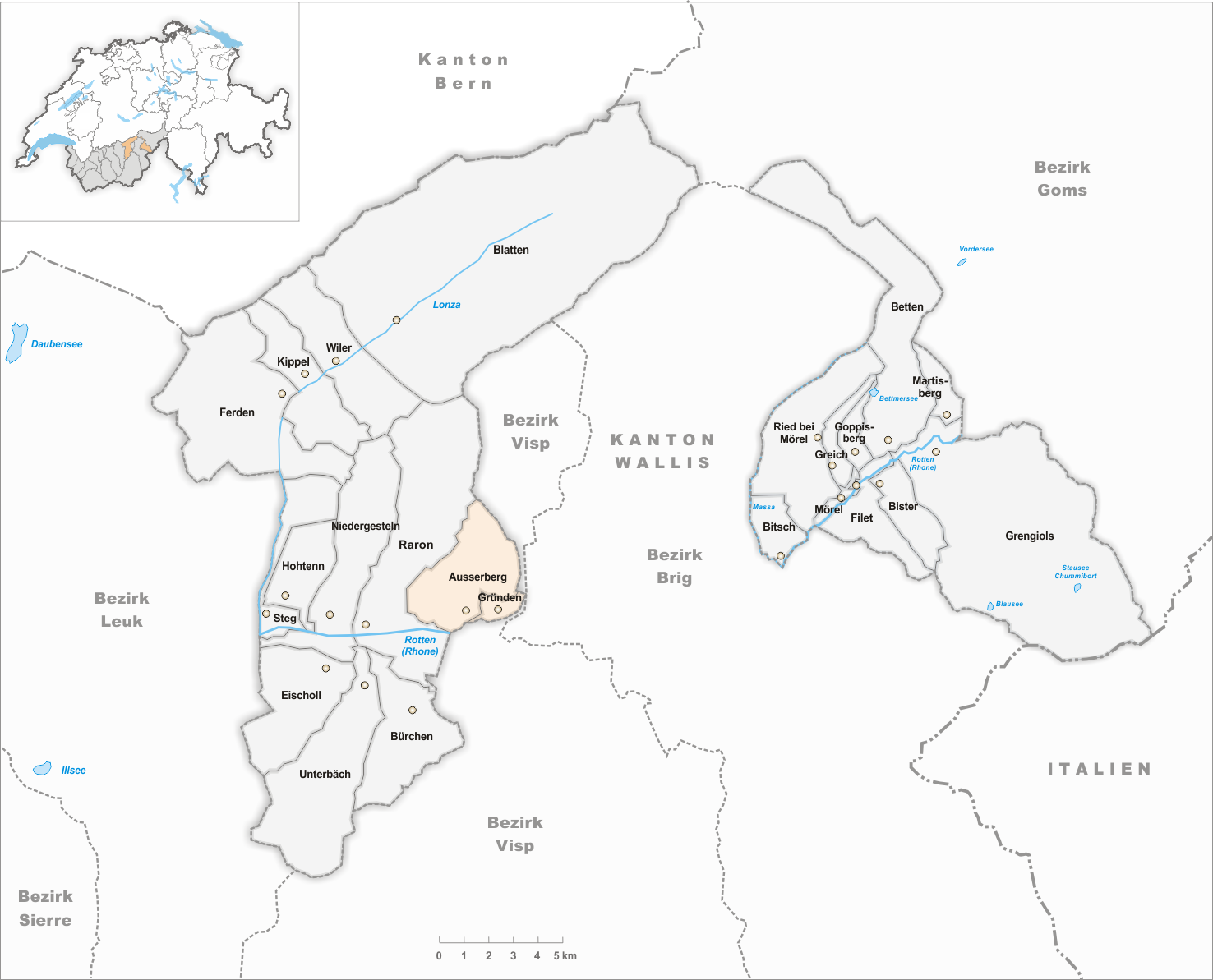
Gemeinden bis 1922

### Fusionen
- 1923: Gründen und Ausserberg →  Ausserberg